# Gmina Union (hrabstwo Boone, Iowa)

Położenie Gminy Union w hrabstwie Boone

Gmina Union (ang. Union Township) – gmina w USA, w stanie Iowa, w hrabstwie Boone. Według danych z 2000 roku gmina miała 503 mieszkańców.